# 龚姓
龚(gōng)姓为中文姓氏之一。《百家姓》中排第192位；在當今中國以人口多寡為序的排名中列第99位。

## 源起
《古今姓氏辨證》曰：『其先共氏，避難加龍為龔。』，故查其源必先看「共姓」，而據《元和姓纂》、《通志‧氏族略》等記載，「共姓」有以下幾個來源：
1. 相傳黃帝有大臣名「共鼓」，其子孫以共為姓。
2. 相傳堯有大臣名「共工」。其後代以共為姓。
3. 出自古「共國」-商代諸侯國；因侵犯西周受到周文王討伐。國亡，遺民以國為氏。
4. 出自姬姓，「共伯和」之後。西周有貴族名「和」，封於「共」，為伯爵，故稱共伯和。其子孫以國名為姓。
5. 春秋時「共叔段」之後。鄭武公子「叔段」政變失敗，逃至「共」，稱「共叔段」。其後代有部分以「共」為姓。
6. 春秋時晉獻公太子「申生」之後。因含冤自盡；其弟「夷吾」晉惠公即位，加諡號為“恭太子”。因古恭、共二字通用，申生後人以其諡號為姓。
7. 共氏為避難改姓隱居，部分後人於共字上加「龍」成「龔」；另部於共字旁加「水」成了「洪」氏。故共、恭、龔、洪四姓源出一轍。
8. 周昭王有個兒子，名叫翁溢，封官於山東青州鹽官郡。至六十代軒公，貞觀年間，考中甲榜進士，封為閩州刺史，後遷到莆田的竹嘯莊，是翁氏入閩始祖。五代後期，翁氏後代乾度公生了六個兒子，為免戰亂將六兄弟分為洪、江、汪、翁、龔、方   六個姓氏，也就是今天六桂宗親

## 分佈
龚姓早期主要繁衍于北方地区。魏晋时，龚姓进一步繁衍于江西、四川、湖南等省。唐宋时期，龚姓繁衍势头南方旺于北方，江苏、福建、浙江、广东遍布龚姓足迹。明代，龚姓有移居上海、广西等地者。
今日龚姓以四川、湖北、江西、山东、江苏、浙江、湖南等省多此姓，上述七省龚姓约占全国汉族龚姓人口的67%。

## 延伸阅读
[在维基数据编辑]
 《百家姓》
 《欽定古今圖書集成·明倫彙編·氏族典·龔姓部》，出自陈梦雷《古今圖書集成》